# ジャパン・エア・ガシズ
ジャパン・エア・ガシズ株式会社（2007年9月1日に日本エア・リキード株式会社と合併）は、かつて東京都江東区に本社を置くガスの製造販売メーカーであった。

## 沿革
- 2003年 - 日本エア・リキード株式会社の産業ガス・医療ガス事業を大阪酸素工業株式会社に統合し誕生。産業・医療ガスのグローバル・メジャーである、エア・リキード　グループとBOCグループの日本における拠点。
- 2007年3月1日 - 日本エア・リキード株式会社の100%子会社となる。
- 2007年9月1日 - 日本エア・リキード株式会社と合併し、ジャパン・エア・ガシズ株式会社は解散。（産業ガス・医療ガス部門をジャパン・エア・ガシズ社とし、2013年1月1日までは社内カンパニー制として残っていた。）
- 2013年1月1日 - 日本エア・リキード株式会社の産業ガス・医療ガス部門を「日本エア・リキード」ブランドに統一。これに伴う事業組織の変更により、社内カンパニー制としてのジャパン・エア・ガシズ社も解散した。[1]

なお、同社にちなみ東京都江東区東雲の旧本社前に置かれた都営バスの停留所は、しばらく改称せずに「ジャパン・エア・ガシズ前」のままとなっていたが、後に「深川車庫入口」に改称された。

## 2013年解散直前の事業所一覧
- 支社
  - 北海道支店　北海道恵庭市戸磯76-28
  - 北日本支社　新潟県新潟市中央区新光町16-4（荏原新潟ビル内）
  - 北関東支社　埼玉県東松山市新郷75-1
  - 東京支社　東京都江東区東雲1丁目9-1
  - 中部支社　愛知県名古屋市南区丹後通5丁目1-12
  - 近畿支社　兵庫県尼崎市南塚口町4丁目3-23
  - 関西支社　兵庫県神戸市兵庫区浜中町2丁目18-6
  - 中国支社　岡山県倉敷市水島西通1丁目1932番
  - 四国支社　愛媛県新居浜市一宮町1丁目5-50（新居浜ビル内）
  - 北九州支社　福岡県北九州市小倉北区東港1丁目3-25
  - 南九州支社　熊本県菊池郡合志町福原字三ッ迫1-32
- 支店
  - 東北支店　宮城県白石市福岡深谷字街道外沖16-1
  - 北陸支店　富山県富山市新根塚町2丁目1-6（新根塚オフィスビル内）

## 関連会社
- 日本エア・リキード株式会社
- バイタルエア・ジャパン株式会社
- エーテック株式会社
- 東芝ナノアナリシス株式会社